# Gliptyka

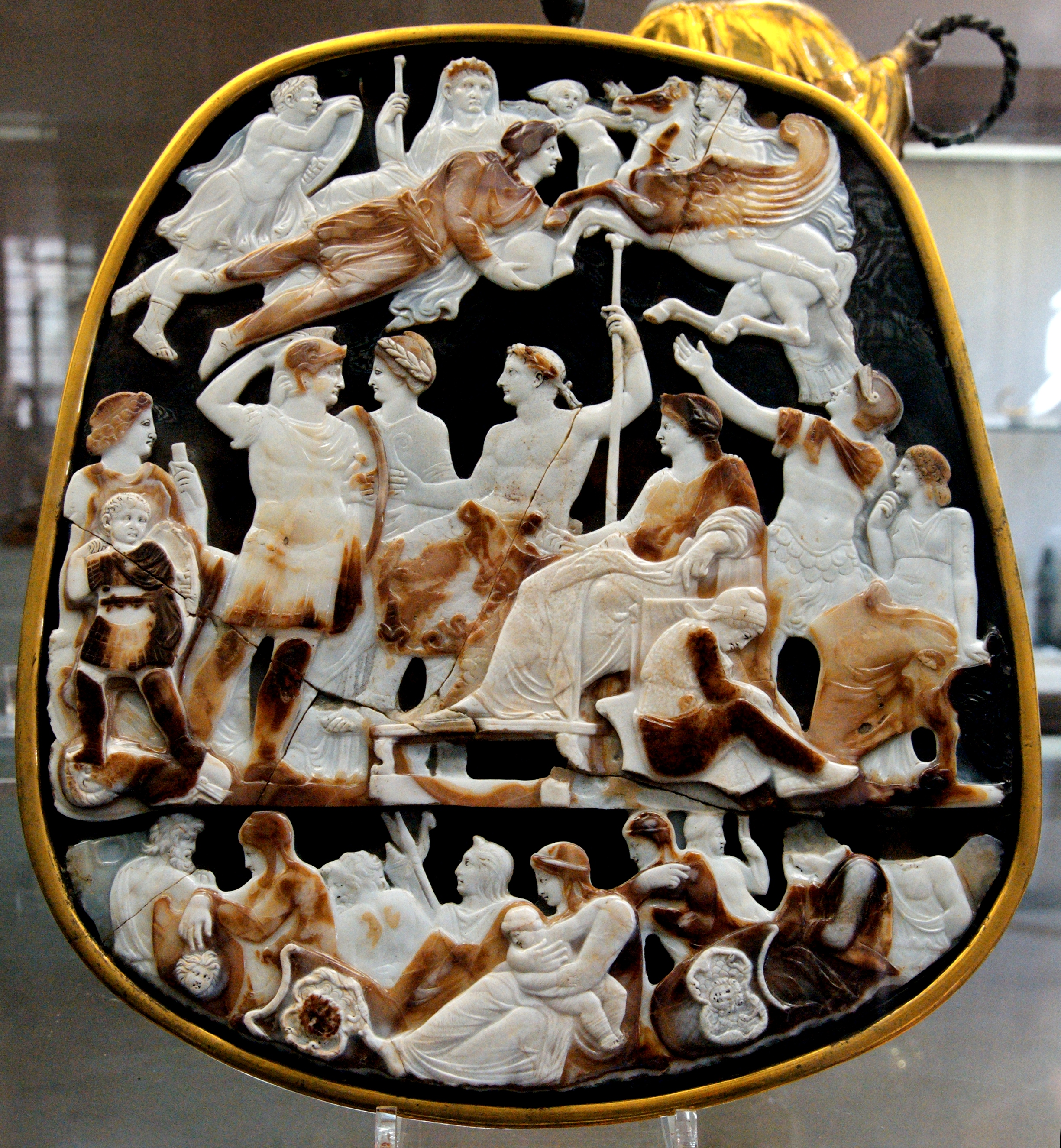
Największa gemma starożytności – tzw. Wielka Kamea z apoteozą dynastii julijsko-klaudyjskiej (Rzym, 23 r. n.e.), rzeźbiona w pięciowarstwowym sardonyksie

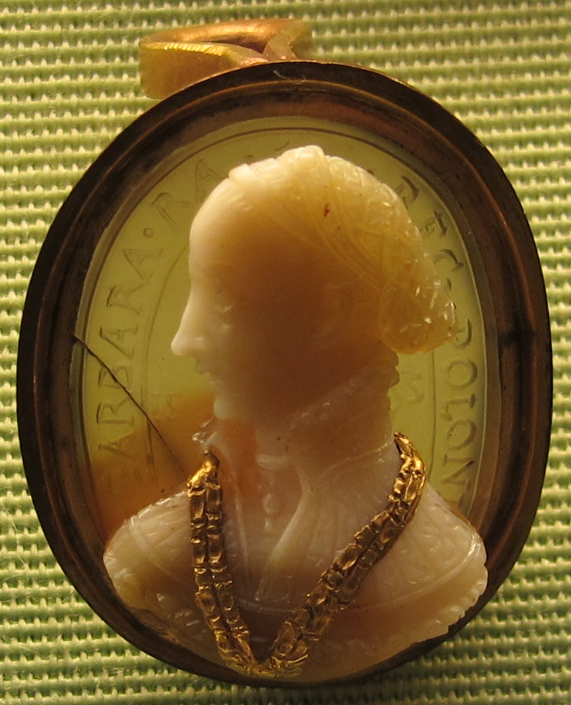
Barbara Radziwiłłówna – kamea z agatu (Jacopo Caraglio, 1550 r.)

Gliptyka – sztuka rzeźbienia i rytowania reliefów w kamieniach szlachetnych i ozdobnych oraz wykonywanie niewielkich rzeźb, obrobione tak kamienie noszą nazwę gemm.
Artysta pracujący w tej technice, posługujący się rylcami, pilnikiem i kółeczkami obrotowymi, zwany jest gliptykiem.
Liczne wzmianki o rytach i grawerowanych kamieniach spotykamy w Biblii. Oprócz kamiennych tablic Mojżesza wspomnianych jest dwanaście kamieni zdobiących napierśnik najwyższego kapłana żydowskiego, na których wyryto nazwy plemion Izraela. Ulubioną formą pieczęci w starożytnym Egipcie były wykonywane w kamieniach szlachetnych wyobrażenia świętych żuków (skarabeuszy), na których inskrypcje lub godła ryto w płaskiej powierzchni na odwrocie. Prawdziwe kamee wcześniej nie były jeszcze znane, Egipt zawdzięcza je czasom Aleksandra Wielkiego.
W starożytnej Babilonii najstarszymi rzeźbami w kamieniu są niewielkie kamienne cylindry pokryte symbolami i figurami (niekiedy miały na brzegach wyryte napisy), których używano jako pieczęci. Noszono je przewieszone na sznurku, a odcisk  uzyskiwano przez toczenie tłoka w miękkiej glinie. Służyły do pieczętowania dokumentów, skrzyń, zabezpieczania drzwi wejściowych opuszczanych domów (zamki nie były znane)
Pieczęcie Asyryjczyków miały formę spłaszczonego stożka o owalnej podstawie pokrytej rysunkami lub inskrypcjami.
W antycznej Grecji gliptyka była bardzo popularna; osiągnęła też wysoki poziom rozwoju w okresie rzymskim – rzeźbiono w agacie, ametyście, jaspisie, karneolu, onyksie. Rzeźbione kamee były ogromnie popularną formą biżuteryjną w kulturze starożytnej Grecji i Rzymu, stały się też pożądanym obiektem dla kolekcjonerów gromadzących cenne zbiory.
Po upadku Cesarstwa Rzymskiego sztuka rzeźbienia i grawerowania kamieni zanikła niemal zupełnie.
W średniowieczu gliptyka przestała się rozwijać, pojawiające się klejnoty zdobiono gemmami, ale były to kamienie antyczne, którym dodawano nową oprawę. Rzymskimi i greckimi gemmami zaczęto zdobić przedmioty kultowe i pierścienie biskupów. Ponowny rozkwit gliptyki nastąpił dopiero w czasach włoskiego renesansu. Popularność zyskały znów duże kamee. W XVII wieku, gdy na dworach zapanowała moda na kolekcjonowanie zabytków sztuki antycznej, wzrósł popyt na kamee i intaglia. W XVIII wieku działo bardzo wielu grawerów kopiujących antyczne wzory dla potrzeb kolekcjonerów. Najbardziej znani to: Edmund Burch i Nathaniel Marchand.
Pod koniec XIX wieku zasłynęła ze swych wyrobów rosyjska firma działająca w Petersburgu, której właścicielem był Peter Carl Fabergé.
Niechlubnie zapisał się w historii książę Stanisław Poniatowski, który po ojcu odziedziczył olbrzymie zbiory autentycznych gemm klasycznych, po czym zatrudnił zespół grawerów. Zlecił im wykonanie sporej ilości gemm (w testamencie Księcia pojawia się blisko 2600 pozycji), wszystkie zostały opatrzone greckim podpisami antycznych twórców. Próba wprowadzenia falsyfikatów jako autentycznych dzieł na rynek doprowadziła handel gemmami do całkowitego upadku.
Dziś wykonuje się rzeźby we wszystkich kamieniach szlachetnych i ozdobnych, włącznie z diamentem. Identyczne kamee w większych ilościach produkuje się przy użyciu nowoczesnej techniki. Matryce z hartowanej stali z wygrawerowanym na niej wzorem pokrywa się proszkiem diamentowym i metodą ultradźwięków szlifuje w podstawową kameę. Wyższej klasy egzemplarze wykańcza się ręcznie dodając indywidualne, dodatkowe detale.